# Piratenboot (Bellewaerde Park)
Piratenboot is een schommelschip in het Belgische dieren- en attractiepark Bellewaerde, te Ieper.
De attractie is een schommelschip en werd in 1989 gebouwd door de Duitse firma Huss Rides. De constructie is 20 meter hoog en de boot schommelt over een hoek van 180° en staat in het themagebied Canada.
De boot wordt door middel van een draaiend wiel, dat tegen de boot duwt, in beweging gebracht. Een rit duurt 3 minuten. Om op de attractie te mogen dient men minimum 130 cm groot te zijn. Een kleinere lengte waarbij men toegang krijgt mits begeleiding van een volwassene, is er niet.
Tussen de seizoenen van 2014 en 2015 krijgt de thematisatie rondom de piratenboot een opknapbeurt.

## Wereldrecord
Op 29 & 30 april en 1 mei 2014 werd het wereldrecord "langste rit op een pretparkattractie" verbroken door Zonnebekenaar Sam Clauw. Hij wist het 50 uur uit te houden op de attractie. Volgens het Guinness Book of Records-reglement krijgt men vijf minuten pauze per gepasseerd uur. Die kunnen opgespaard worden om te slapen, aangezien het verboden is te slapen tijdens de recordpoging. Sam gebruikte uiteindelijk 124 minuten van de 240 die hij beschikbaar had.
De actie bracht 2.350 euro op, wat werd gebruikt voor een kweekprogramma met Amoerluipaarden.
Het oude record stond op iets meer dan 48 uur en werd uitgezeten op een reuzenrad in Chicago. Clauw vond zoiets naar eigen zeggen "te gemakkelijk" en koos dan maar voor Piratenboot te Bellewaerde.
Afbeeldingen